# Wolfram Funk
Wolfram Funk (* 5. August 1938 in Breslau) ist ein deutscher Maschinenbauingenieur. Er war Professor an der Helmut-Schmidt-Universität in Hamburg und Begründer des „Panzertechnischen Kolloquiums“.

## Leben
Funk wurde in der damaligen schlesischen Hauptstadt Breslau geboren. Er studierte Maschinenbau (Diplom-Ingenieur) und wurde 1968 an der Fakultät für Maschinenbau der Technischen Hochschule Darmstadt mit der Dissertation Der Einfluß der Reibkorrosion auf die Dauerhaltbarkeit zusammengesetzter Maschinenelemente zum Dr.-Ing. promoviert.
Danach war er von 1968 bis 1975 in der Privatindustrie tätig. Er bekleidete von 1975 bis 2003 die ordentliche Professur für Maschinenelemente und Getriebetechnik im Fachbereich Maschinenbau an der Helmut-Schmidt-Universität in Hamburg und war Leiter des dortigen Instituts für Konstruktions- und Fertigungstechnik. Von 1978 bis 1983 war er Vizepräsident der Bundeswehruniversität sowie von 1986 bis 1987 und 1997 Sprecher des Fachbereichs Maschinenbau. Im Jahr 1978 gründete er das „Panzertechnische Kolloquium“ (PTK), welches 2012 zum 36. Mal an der Universität abgehalten wurde.
Funk war Präsident der Joachim Jungius-Gesellschaft der Wissenschaften, der heutigen Akademie der Wissenschaften in Hamburg (Seniorenmitglied) und Vorsitzender des Wissenschaftlichen Beirates zur Verleihung des Werner-Hahlweg-Preises. Er ist Kuratoriumsmitglied der Carl-Cranz-Gesellschaft und Präsidiumsmitglied der Deutschen Gesellschaft für Wehrtechnik.
2013 wurde zum ersten Mal der mit 2.000 Euro dotierte Wolfram-Funk-Preis für hervorragende Studienleistungen vergeben.

## Auszeichnungen
- Bundesverdienstkreuz am Bande[5]
- Ehrenkreuz der Bundeswehr
- Fritz-Kesselring-Ehrenmedaille des VDI
- Universitätsmedaille der Helmut-Schmidt-Universität[6]

## Schriften (Auswahl)
- Zugmittelgetriebe. Grundlagen, Aufbau, Funktion (= Konstruktionsbücher, Band 39). Springer, Berlin u. a. 1995, ISBN 3-540-55891-8.